# Phyllodoce
Phyllodoce es un género de plantas pertenecientes a la familia Ericaceae. Naturales de las regiones montañosas del  occidente de EE. UU. Comprende 16 especies descritas y de estas, solo 5 aceptadas.

## Descripción
Es un pequeño arbusto rastrero con hojas semejantes a las agujas del pino y con flores acampanadas de color rosa, amarillo o púrpura.  

## Taxonomía
El género fue descrito por Richard Anthony Salisbury  y publicado en The Paradisus Londinensis 1: pl. 36. 1806.

## Especies aceptadas
A continuación se brinda un listado de las especies del género Phyllodoce aceptadas hasta febrero de 2014, ordenadas alfabéticamente. Para cada una se indica el nombre binomial seguido del autor, abreviado según las convenciones y usos.
- Phyllodoce aleutica (Spreng.) A. Heller
- Phyllodoce breweri (A. Gray) A. Heller
- Phyllodoce caerulea (L.) Bab.
- Phyllodoce deflexa Ching ex H.P. Yang
- Phyllodoce grahamii (Hook.) Nutt.